# Quận Washburn, Wisconsin
Quận Washburn là một quận thuộc tiểu bang Wisconsin, Hoa Kỳ.
Quận này được đặt tên theo. Theo điều tra dân số của Cục điều tra dân số Hoa Kỳ năm 2000, quận có dân số 16.036 người. Quận lỵ đóng ở Shell Lake.6.

## Địa lý
Theo Cục điều tra dân số Hoa Kỳ, quận có diện tích 2209 km2, trong đó có 112 km2 là diện tích mặt nước.

### Các xa lộ chính
| - U.S. Highway 53 - U.S. Highway 63 - Highway 70 (Wisconsin) | - Highway 48 (Wisconsin) - Highway 77 (Wisconsin) - Highway 253 (Wisconsin) |

### Quận giáp ranh
- Quận Douglas - bắc
- Quận Bayfield - đông bắc
- Quận Sawyer - đông
- Quận Rusk - đông nam
- Quận Barron - nam
- Quận Burnett - tây

### Thông tin nhân khẩu

Tháp tuổi dân cư quận theo kết quả điều tra dân số năm 2000..

Theo điều tra dân số 2 năm 2000, đã có 16.036 người, 6.604 hộ gia đình, và 4.530 gia đình sống trong quận hạt. Mật độ dân số là 20 người trên một dặm vuông (8/km ²). Có 10.814 đơn vị nhà ở với mật độ trung bình 13 trên một dặm vuông (5/km ²). Cơ cấu điểm chủng tộc của quận gồm 97,27% người da trắng, 0,17% da đen hay Mỹ gốc Phi, 1,01% người Mỹ bản xứ, 0,19% châu Á, Thái Bình Dương 0,02%, 0,12% từ các chủng tộc khác, và 1,22% từ hai hoặc nhiều chủng tộc. 0,89% dân số là người Hispanic hay Latino thuộc một chủng tộc nào. 33,9% là gốc Đức, gốc Na Uy 11,4%, gốc Ailen 7,0%, gốc Thụy Điển 6,2%, 6,1% là gốc Anh và 5,6% gốc Mỹ theo điều tra dân số năm 2000.
Có 6.604 hộ, trong đó 27,5% có trẻ em dưới 18 tuổi sống chung với họ, 57,6% là đôi vợ chồng sống với nhau, 7,0% có nữ hộ và không có chồng, và 31,4% gia đình được không. 26,7% của tất cả các hộ gia đình đã được tạo ra từ các cá nhân và 12,6% có người sống một mình 65 tuổi hoặc lớn tuổi hơn là người. Cỡ hộ trung bình là 2,39 và cỡ gia đình trung bình là 2,88.
Trong quận, độ tuổi dân số đã được trải ra với 23,8% ở độ tuổi dưới 18, 5,8% 18-24, 24,7% 25-44, 27,1% từ 45 đến 64, và 18,5% từ 65 tuổi trở lên đã được những người. Độ tuổi trung bình là 42 năm. Đối với mỗi 100 nữ có 101,3 nam giới. Đối với mỗi 100 nữ 18 tuổi trở lên, có 98,3 nam.